# Textielindustrie in Geldrop
De plaats Geldrop in de Nederlandse provincie Noord-Brabant kende vanouds textiele huisnijverheid. Sedert het einde van de 17e eeuw begon deze te produceren voor de externe markt. Dit geschiedde doorgaans door tussenkomst van fabrikeurs, die oorspronkelijk uit Leiden kwamen, aangetrokken door de lagere lonen in Noord-Brabant. In de 19e eeuw zou Geldrop uitgroeien tot, na Tilburg, het belangrijkste productiecentrum van wollen stoffen in Nederland. 

## Voorgeschiedenis
Aangezien de lakenindustrie verschillende bewerkingsstappen eiste, waren er werklieden die verschillende specialisaties uitoefenden, met name: spinners, wevers, volders, en scheerders. De fabrikeurs verzorgden de levering en afname van grondstoffen en halffabricaten aan en van de verschillende vaklieden en daarnaast ook de verkoop van de gerede producten.
Het vollen geschiedde in volmolens, waartoe de Hooidonkse Watermolen te Nederwetten, de Wolfswinkelse watermolen te Sint-Oedenrode, en een in 1813 opgerichte windmolen te Zesgehuchten. De Geldropse Watermolen op de Kleine Dommel was minder betrouwbaar, omdat het waterdebiet in de betreffende rivier sterk wisselde.
De eerste manufacturen, zoals weefhuizen, verschenen aan het begin van de 19e eeuw. Omstreeks 1800 ontstonden mechanische spinnerijen, die werkten met behulp van waterkracht, windkracht, of rosmolens. Deze techniek was ontwikkeld in de omgeving van Luik en Verviers. Reeds in 1831 kwam een stoomspinnerij in werking, opgericht door de uit Duitsland afkomstige Heinrich von der Nahmer. Dit betrof een van de eerste stoommachines die in Nederland werd geplaatst. Deze spinnerij had in 1855 al 63 mensen in dienst en was daarmee het grootste bedrijf van Geldrop. Daarnaast waren er nog vier textielbedrijven die meer dan 10 mensen in dienst hadden. De meeste van deze bedrijven beschikten slechts over weinige, en zeer elementaire, machines zoals persen.

## Industriële bedrijven
Grotere bedrijven ontstonden in de periode tussen 1850 en 1865. Het betrof hier fabrieken met door stoomkracht aangedreven machines die elk aan een kleine 100 mensen werk boden. In de loop der jaren kwamen ze in handen van wisselende eigenaren en combinaties daarvan, en ze veranderden ook regelmatig van naam. Naast wolbewerking ging ook de fabricage van linnen en zelfs katoenen stoffen een belangrijke rol spelen.

### Wolindustrie
- C. Frantzen & Cie., opgericht in 1852: mechanisch vollen, verven, scheren en appreteren van laken, dat vooral geëxporteerd werd naar Nederlands-Indië. Er werkten maximaal 18 mensen, doch dit aantal liep terug tot 9 in 1873.
- Raue & Bodde, opgericht in 1866: In deze lakenfabriek werkten in 1876 al 98 mensen. Er werden toen ook katoenen stoffen geproduceerd. Tegen het einde van de 19e eeuw ging het bergafwaarts en in 1901 werd het bedrijf gesloten. De gebouwen zouden nog door andere bedrijven gebruikt worden.
- W. van den Heuvel & Zn. was de voortzetting van een oudere fabriek, voortkomend uit de firma Van den Heuvel & Eijcken, die vanaf 1820 bestond. De wollenstoffenfabriek maakte gebruik van de  Geldropse Watermolen in de Kleine Dommel voor het vollen. In 1865 kwam er een stoommachine. In 1876 werkten hier 70 mensen. In 1895 werd het A. van den Heuvel & Zoon, in 1911 NV Wollenstoffenfabriek v/h A. van den Heuvel & Zoon. In 1906 was er een brand, waarna een nieuw gebouw verrees. Hieraan was ook een linnenweverij verbonden. Het bedrijf was een der grootste van Geldrop. In 1980 werd het bedrijf opgeheven. In het pand aan de Molenstraat is het huidige Weverijmuseum Geldrop gevestigd. Een tweede en ouder pand van het bedrijf, het Hooghuis aan de Heuvel, is nu een restaurant.
- H. Eijken & Zonen begon in 1855 een stoomwolspinnerij, waar ook geverfd en geappreteerd werd. Aanvankelijk werkten hier 32 mensen, hetgeen opliep tot 85 in 1876. Het bedrijf brandde af in 1896 en werd herbouwd. Het hoogtepunt lag in het begin van de 20e eeuw, toen er meer dan 100 mensen werkten en er een nieuwe spinnerij en drogerij werd bijgebouwd. Het bedrijf heeft tot 1963 bestaan.
- Fa. Jacob Carp nam de stoomspinnerij van Von der Nahmer over in 1856. Hij was gehuwd met freule Wesselman en zeer bemiddeld. In 1873 was de spinnerij uitgebreid met een stoomweverij. In 1887 werd het bedrijf omgedoopt in Firma A.S. Eijcken. Deze wollenstoffenfabriek bleef enige tijd op het oorspronkelijke peil, maar uiteindelijk nam het personeelsbestand af tot 12 en in 1887 werd de firma overgenomen door A. van der Heijden & Zoon.
- A. van der Heijden & Zoon was van oorsprong een klein bedrijf in wollen manufacturen dat ontstond in de eerste helft van de 19e eeuw. Omstreeks 1876 werkten er 6 mensen, een aantal dat verdubbelde toen de zaak van een fabrikeur werd overgenomen. Na overname van A.S. Eijcken in 1887 had men 37 medewerkers. De fabriek aan de Mierloseweg produceerde wollen breigarens en was ook gespecialiseerd in kledingstoffen voor kloosters. Driemaal brak brand uit: in 1901, in 1907, en in 1919. Het bedrijf herstelde zich daar steeds weer van, en het heeft bestaan tot ongeveer 1965. Het aantal werknemers bedroeg ongeveer 50.

### Linnenindustrie
- Fa. A. van den Nieuwenhuyzen begon in 1844 met een linnenweverij aan het Bogardseind. Vanaf 1873 tot 1877 groeide het personeelsbestand van 6 naar 50 medewerkers. In 1875 kwam er een stoommachine. In 1882 werd het overgenomen door Wilhelmus van den Heuvel en ging W. van den Heuvel & Co. heten. In 1892 werd het bedrijf overgenomen en ging Van Besouw & Cie. heten. Dit bedrijf had in 1897, op zijn hoogtepunt 70 mensen in dienst, maar dit aantal zakte in tot 15, toen het in 1920 werd overgenomen door de Eindhovense stoomlinnenweverij Fa. Gebr. Van Agt, met de bedoeling om zwaardere doeksoorten te produceren, zoals zeil- en markiezendoek. Deze firma heeft bestaan tot 1985 en had enkele tientallen werknemers in dienst.
- Fa. Vissers & Eijcken. Willem Vissers startte in 1863 een machinale stoomlinnenweverij, nadat hij bij van den Nieuwenhuyzen was weggegaan. In 1876 waren er 112 mensen in dienst. In 1905 werd het bedrijf een NV, en in 1924 werd de naam veranderd in: NV Vissers en Eijcken Textielmaatschappij. In de topjaren rond 1910 werkten hier 167 mensen, tijdens de Eerste Wereldoorlog had het bedrijf te lijden onder grondstofschaarste, daarna ging het tijdelijk weer beter maar in 1933 werd het bedrijf gesloten.

## Latere bedrijven
- Fa. A. van Gerdinge & Co. was een stoombontweverij die in 1900 werd gestart en in 1906 werd uitgebreid met een weverij voor halfwollen stoffen en katoen. In 1908 was er een brand, maar het bedrijf herstelde zich en in 1911 waren er 103 medewerkers. Toch ging het failliet in 1913.
- J.A. Raymakers & Zonen was een onderneming uit Helmond. Deze begon in 1901 een haspelarij aan de Mierloseweg te Geldrop, waar Engelse garens op strengen werden gebracht om in Helmond geverfd te worden. In 1905 had men het maximale aantal van 69 mensen in dienst. In 1914 werd het bedrijf gesloten wegens gebrek aan grondstoffen ten gevolge van de Eerste Wereldoorlog. Het werd nooit meer heropend.
- NV Geldropse Wolindustrie was een vestiging van de van oorsprong Amsterdamse firma Fooyer & Meijer. Deze wilde zeer grootschalig van start gaan maar maakte daarbij de nodige misrekeningen en sloot weer in 1906. Het bedrijf was gevestigd in de leegstaande gebouwen van Raue & Bodde.
- A. Pessers Azn. was een Tilburgse wollenstoffenfabriek. In 1913 vestigde dit bedrijf zich ook te Geldrop aan de Nieuwendjk. In 1916 werd ook een kamgarenspinnerij opgericht. In het topjaar 1916 waren er 122 mensen in dienst. Daarna nam dit aantal af, maar het bedrijf bleef nog bestaan tot 1969.
- P. de Wit & Co. was een Helmonds bedrijf van Piet de Wit, dat in 1912 een vestiging te Geldrop begon aan de Parallelweg langs de spoorlijn. In het topjaar 1916 waren er 130 mensen in dienst. In 1926 ging de firma failliet. Uiteindelijk kwam de firma in het bezit van de familie Van der Lande. Tot 1959 bleef ze bestaan als Hatéma.
- NV Wollendekenfabriek ´Nederland´ werd gesticht in 1916 door een groep Rotterdamse zakenlieden. Er werkten hooguit een 40-tal mensen, maar het bedrijf functioneerde niettemin tot 1976.
- Fa. J.A. de Heer was een tricotfabriek die in 1916 werd opgericht door de Eindhovenaar Jacobus de Heer. Hij startte in het gebouw van Raymakers met 23 personeelsleden. Men maakte badpakken, ondergoed, pullovers, en vesten. Het bedrijf beschikte over rondbreimachines waarmee men flexibiliteit in het assortiment kon realiseren. Men opereerde internationaal. In 1921 had men 135 werknemers in dienst. In 1931 werd de naam Tweka ingevoerd (Twee K's: Kwaliteit en Kleur). Na de Tweede Wereldoorlog ging men ook kunstvezels verwerken. In de jaren 60 van de 20e eeuw werkten er meer dan 700 mensen bij wat toen het grootste bedrijf van Geldrop was. Er kwamen toen ook gastarbeiders uit Turkije. In 1972 werd een atelier in Tunesië geopend en binnen enkele jaren verdween de gehele productie naar lage-lonenlanden. In de tweede helft van de jaren zeventig kwamen 400 mensen op straat te staan. Het bedrijf bleef tot 1981 in Geldrop actief. Daarna werd er in het pand een bedrijvenverzamelgebouw gevestigd. In 1982 opende de vestiging te Nuenen, waar badpakken en sportkleding werden geproduceerd. In 1997 fuseerde Tweka met het Twentse Van Heek tot Van Heek-Tweka (VHT), waar ook L. ten Cate en later de fabriek voor ondergoed Iduna bij was betrokken. De onderneming vestigde zich te Losser en de Nuenense vestiging werd gesloten. De ontwerpstudio van Tweka verhuisde na de fusie naar Uden. Alleen de fabriekswinkel bleef in Nuenen achter. In 2003 ging de vestiging van VHT te Losser failliet. Gevolgd door een succesvolle doorstart voor het merk TWEKA vanuit een ontwerpstudio die weer terugkeerde naar Nuenen en geopend bleef t/m 2008. De naam Tweka bestaat nog steeds als merk en opereert tot op heden geheel vanuit Geesteren (Ov.).